# موموایشی، آئوموری
موموایشی، آئوموری (به لاتین: Momoishi) یک منطقهٔ مسکونی در ژاپن است که در ناحیه توهوکو واقع شده‌است. موموایشی ۹٬۹۷۰ نفر جمعیت دارد.